# Orde van de Overwinning van het Socialisme
De Orde van de Overwinning van het Socialisme (Roemeens: "Ordinul «Victoria» Socialismului") was een Roemeense orde van verdienste die op 6 maart 1971 werd ingesteld. Deze socialistische orde had geen ridders maar er waren dragers in meerdere graden. Een van hen was de Russische partijchef Leonid Brezjnev.
De ster van het tweede type was met diamanten versierd en gaf het recht de titel "Held van de Volksrepubliek Roemenië" te voeren.
Er is maar één graad maar er zijn sterren in twee versies uitgereikt. Het eerste type is een vijfpuntige gedeeltelijk geëmailleerde ster van zilver en brons. Er zijn ook sterren van zilver en goud uitgereikt aan hoge Roemeense ambtenaren. De stralen van de ster zijn versierd met vergulde punten. Het midden van de ster is door een rood of oranje geëmailleerde krans met tanden aan de binnenkant en een lauwerkrans versierd. De twee vlaggen daaronder zijn die van de Communistische Partij van Roemenië en de Roemeense blauw-geel-rode vlag. Binnen de krans is een medaillon met een kaart van Roemenië, een brandende fakkel en de letter V voor «Victoria» afgebeeld. De keerzijde van de Orde is glad en hol.
De Tweede ster was iets kleiner maar ze werd versierd met pareltjes of edelstenen.
Men droeg de orde niet aan een lint; ze werd op de borst gespeld.
De orde werd verleend voor uitstekende prestaties in het opbouwen van een socialistische staat.

## Dragers van de sterren
- De "conducator"Nicolae Ceausescu die zich de orde in 1971, 1978 en 1988 liet toekennen
- Josip Broz Tito (1972)
- Zacharia Stancu (1972)
- Petre Constantinescu-Iasi (1972)
- "La Passionaria", de Spaanse revolutionaire Dolores Ibarruri (1975)
- Leonid Brezjnev (1981)
- Kim Il-sung (1987)
- Erich Honecker (1987)
- Gustav Husák (1988)